# Tesnusocaris goldichi
Tesnusocaris goldichi és una espècie de crustaci que va viure al període pennsylvanià, un dels dos representants de l'ordre extingit dels enantiòpodes. Els seus fòssils s'han trobat a la formació Tesnus, a Texas, Estats Units.